# 洛东镇
洛东乡，是中华人民共和国广西壮族自治区河池市宜州区下辖的一个乡镇级行政单位。

## 行政区划
洛东乡下辖以下地区：
洛东社区、坡榄村、板乐村、寻田村、大曹村和王格村。